# Davita Prendergast
Davita Prendergast (née le 16 décembre 1984 à Westmoreland) est une athlète jamaïcaine, spécialiste du 400 mètres.

## Carrière
Elle se classe troisième du relais 4 × 400 m lors des Mondiaux en salle de Doha, en mars 2010, mais l'équipe de Jamaïque est finalement disqualifiée à la suite du dopage avéré de Bobby-Gaye Wilkins, l'une des membres du relais.
En 2011, Davita Prendergast remporte la médaille d'argent du relais 4 × 400 m des Championnats du monde de Daegu en compagnie de ses compatriotes Rosemarie Whyte, Novlene Williams-Mills et Shericka Williams. L'équipe jamaïcaine, qui s'incline face aux États-Unis, établit un nouveau record national de la discipline en 3 min 18 s 71.

### Palmarès
| Date | Compétition                              | Lieu           | Résultat | Épreuve   |
| ---- | ---------------------------------------- | -------------- | -------- | --------- |
| 2007 | Championnats du monde                    | Osaka          | 2e       | 4 × 400 m |
| 2007 | Jeux panaméricains                       | Rio de Janeiro | 5e       | 400 m     |
| 2007 | Jeux panaméricains                       | Rio de Janeiro | 4e       | 4 × 400 m |
| 2010 | Jeux d'Amérique centrale et des Caraïbes | Mayagüez       | 1re      | 4 × 400 m |
| 2011 | Championnats du monde                    | Daegu          | 2e       | 4 × 400 m |

### Records
| Épreuve | Performance | Lieu     | Date         |
| ------- | ----------- | -------- | ------------ |
| 400 m   | 50 s 86     | Kingston | 26 juin 2011 |